# Маккиллип, Бритт
Бритт Анализа Маккиллип (англ. Britt Analisa McKillip; род. 18 января 1991, Ванкувер, Британская Колумбия, Канада) — канадская актриса озвучивания и певица. Младшая сестра актрисы и певицы Карли Маккиллип.

## Биография
Бритт Анализа Маккиллип родилась 18 января 1991 года в Ванкувере, Британская Колумбия, Канада. Отец — продюсер Том Маккиллип, мать — поэт-песенник Линда Маккиллип, старшая сестра — также актриса и певица Карли Маккиллип. В 2008 году сёстры образовали кантри-группу One More Girl.

## Избранная фильмография

### Кино
- 1998 — Боязнь высоты / Don’t Look Down — Рейчел в детстве
- 2001 — Барби и Щелкунчик / англ. Barbie in the Nutcracker — Мятная Девочка (озвучивание)
- 2002 — Барби и дракон / Barbie as Rapunzel — Мелоди (озвучивание)
- 2005 — Барби: Сказочная страна / англ. Barbie: Fairytopia — фея (озвучивание)
- 2005 — Большое приключение в Сладком царстве / англ. Candy Land: The Great Lollipop Adventure — принцесса Лолли (озвучивание)
- 2005 — Дворецкий Боб / Bob the Butler — Алекс
- 2006 — Барби и 12 танцующих принцесс / Barbie in the 12 Dancing Princesses — принцесса Жанесса (озвучивание)
- 2007 — Братц: Приключения во сне / англ. Bratz Kidz: Sleep-Over Adventure — Хлоя (озвучивание)
- 2007 — Кошелёк или жизнь / Trick 'r Treat — Мэси
- 2007 — Барби в роли Принцессы острова / англ. Barbie as the Island Princess — Рита (озвучивание)
- 2008 — Честь мундира / Ace of Hearts — Джулия Хардинг
- 2009 — Мёртвые, как я: Жизнь после смерти / Dead Like Me: Life After Death — Реджи Ласс
- 2013 — Девочки из Эквестрии / My Little Pony: Equestria Girls — принцесса Каденс (озвучивание)
- 2017 — My Little Pony в кино / My Little Pony The Movie — принцесса Каденс (озвучивание)

### Телевидение
- 1998 — За гранью возможного / The Outer Limits — Брук Боутон (в эпизоде англ. Mary 25)
- 1999 — За гранью возможного / The Outer Limits — Сара Коэлер (в эпизоде англ. The Grell)
- 2002—2005 — Малыши Луни Тюнз / Baby Looney Tunes — Малышка Лола (в двадцати трёх эпизодах, озвучивание)
- 2002 — Сабрина — юная ведьмочка / англ. Sabrina: Friends Forever — Сабрина Спеллман (озвучивание)
- 2003—2004 — Тайная жизнь Сабрины / англ. Sabrina's Secret Life — Сабрина Спеллман (в двадцати шести эпизодах, озвучивание)
- 2003—2004 — Мёртвые, как я / Dead Like Me — Реджи Ласс (в двадцати шести эпизодах)[2]
- 2004 — Игрушечная страна / англ. Make Way for Noddy — медвежонок Тесси (в одном эпизоде, озвучивание)
- 2005 — Злая крёстная: Месть Джимми / англ. Scary Godmother: The Revenge of Jimmy — Ханна Мари
- 2005—2006 — Тролли[англ.] / Trollz — Ван дер Тролль Аметист (в шести эпизодах, озвучивание)
- 2006 — Класс титанов / англ. Class of the Titans — Хоуп (в одном эпизоде, озвучивание)
- 2010—2013 — Шарлотта Земляничка: Ягодные приключения[англ.] / Strawberry Shortcake’s Berry Bitty Adventures — Голубичный Маффин, библиофил, владелица книжного магазина / Беррикин (в 52 эпизодах, озвучивание)
- 2012 — наст. время — Дружба — это чудо / My Little Pony: Friendship is Magic — принцесса Каденс / Лира Хартстрингс (в 12 эпизодах, озвучивание)

### Видеоигры
- 1998 — Banjo-Kazooie / англ. Banjo-Kazooie — Согги
- 2000 — Banjo-Tooie / англ. Banjo-Tooie — Альфетта
- 2008 — Bratz Girlz Really Rock / Bratz Girlz Really Rock — Хлоя
- 2012 — Мой маленький пони / My Little Pony — принцесса Каденс